# Rory Cochrane
Rory Cochrane (ur. 28 lutego 1972 w Syracuse w stanie Nowy Jork) – amerykański aktor.
Znany z postaci Rona Slatera w Uczniowskiej balandze oraz jako kryminolog Tim Speedle w CSI:Kryminalne zagadki Miami.